# Montalto Pavese
Montalto Pavese är en ort och kommun i provinsen Pavia i regionen Lombardiet i Italien. Kommunen hade 896 invånare (2018).